# 철원 금강산 전기철도교량
철원 금강산 전기철도교량(鐵原 金剛山 電氣鐵道橋梁)은 대한민국 강원특별자치도 철원군 김화읍 도창리와 갈말읍 정연리를 잇는, 1926년 세워진 금강산선 전기철도용 교량이다. 2004년 9월 4일 대한민국의 국가등록문화재 제112호로 지정되었다.

## 개요
이 교량은 1926년 세워진 금강산 전기철도용 교량이다. 금강산 전기철도는 철원역을 시발로 종착역인 내금강역까지 총 연장 116.6km에 달했으며 일제강점기에는 지하자원 수탈 및 금강산 관광용으로 운행되다 해방이후 한국전쟁에서 북한에 의해 군수물자 수송에 사용되었다. 금강산 전기철도의 흔적을 그대로 간직하고 있으며 남북분단의 현실을 상징적으로 보여주고 있다. 일본회사인 철춘철도주식회사에 의해 부설되었다.

## 현지 안내문

### 한글 설명
철원 금강산 전기철도교량
鐵原 金剛山 電氣鐵道橋梁
국가등록문화재 제112호
금강산 전기철도교량은 일본 회사인 철춘 철도 주식회사가 1926년에 설치하였다. 철원역을 출발하여 종착역인 내금강까지 116.6km 거리를 하루 8회 운행하였다. 철원에서 내금강까지는 4시간 반이 걸렸으며 당시 요금은 쌀 한 가마 값인 7원 56전이었다. 1936년에는 연간 15만 4천여 명이 이 교량을 이용하였다.
일제강점기에 금강산 관광 목적 외에도 창도 지역의 풍부한 지하자원인 유화 철을 흥남 지역의 제련소를 거쳐 일본으로 반출하기 위하여 이 교량을 운행하였다. 광복 이후에는 한국전쟁 시기에 북한의 군수물자 수송 목적으로 사용하는 등 우리 근대 역사의 아픔을 그대로 간직하고 있다.

### 영문 설명
Geumgangsan Mountain Electric Railroad Bridge, Cheorwon
National Registered Cultural Heritage No. 112
The Geumgangsan Mountain Electric Railroad Bridge was built between 1921 and 1931 during the Japanese colonial period (1910-1945) by a Japanese railroad company. The bridge was used by trains on the 116.6 km-long rail route linking Cheorwon Station and Naegeumgang Station (in present-day North Korea).
During the colonial period, the bridge was used mainly for tourism to Geumgangsan Mountain and for the transportation of natural resources, such as iron sulfide, from the Cheorwon area to Japan. Trains ran eight times a day, and it took about 4.5 hours from Cheorwon to Naegeumgang. A ticket cost the same amount as 80 kg of rice at the time, making it unaffordable for the average person. According to records, this train route served about 154,000 passengers in 1936.
Following the end of Japanese colonial rule, the bridge came under the control of North Korea and was used for the transportation of military supplies during the Korean War (1950-1953). After the war, the area came under the control of South Korea.
Due to this bridge’s connection with Korea’s turbulent modern history, it was listed as National Registered Cultural Heritage No. 112 in 2004.

## 같이 보기
- 금강산선

## 참고 자료
- 철원 금강산 전기철도교량 - 국가유산청 국가유산포털